# Brasiliana Steampunk
Brasiliana Steampunk é uma série de fantasia, com seu primeiro livro lançado em 2014, escrita pelo autor brasileiro Enéias Tavares. A série mescla a estética steampunk com personagens clássicos da literatura brasileira, figurados no Brasil pós abolicionista, mais especificamente na cidade de Porto Alegre, em meados das primeiras décadas de 1900.
Além das vozes literárias já existentes, e de domínio público, a série é escrita com a grafia da época, possuindo desde pequenas substituições de letras até diferenças dos acordos ortográficos.

## Enredo
A história gira em torno do desaparecimento de Dr. Louison, uma celebridade notória, de grande conhecimento artístico e científico, e membro da sociedade secreta Pathernon Místico, anteriormente preso em um hospital psiquiátrico pela acusação de assassinar oito pessoas, membros da alta sociedade, através de métodos hediondos. Em busca de seu paradeiro está Isaías Caminha (personagem de Recordações do Escrivão Isaías Caminha, de Lima Barreto), inicialmente procurando escrever sobre o escândalo, e acabando por se envolver mais do que pretendia com tal caso, com sua procura por relatos levando-o ao Palacete dos Prazeres, comandado por Rita Baiana, Léonine, e Pombinha (personagens de O Cortiço, de Aluísio de Azevedo), que também participam distantemente dos acontecimentos. Com o avanço da história, outros personagens são apresentados, todos com suas complexidades e importância no decorrer da trama, como o investigador Pedro Cândido, o alienista Simão Bacamarte (personagem de O Alienista, de Machado de Assis) os aventureiros Sérgio Pompeu e Bento Alves (personagens de O Ateneu, de Raul Pompeia), a feiticeira indígena Vitória Acauã (personagem de Contos Amazônicos, de Inglês de Souza), entre outros.
Apesar da certeza de que Dr. Louison é o responsável pelos assassinatos, há uma dúvida que paira no ar, que seria a motivação que levou alguém tão refinado, respeitado, e admirável a cometer tal atrocidade, e por que o Pathernon Místico, conhecido pelo engajamento de seus membros em ações de justiça social, resolveu ficar do lado de um psicopata.
O Brasil está no século XX, mais especificamente em 1911, com a sociedade aprendendo a viver sem a escravidão, apesar da existência de robôs. Por usar o subgênero retrofuturista steampunk, os paradigmas tecnológicos são diferentes, e muitas criações vieram mais cedo através da ciência da época e da tecnologia mecânica a vapor, como armas eletrostáticas, dirigíveis imensos, indústrias cinzentas, robôs serviçais, e assim por diante.

## Histórico

### Origem
Um imenso admirador da Liga Extraordinária, obra de Alan Moore, comumente associada à estética Steampunk, apesar de transcender o gênero, e das narrativas de autores como Kim Newman e Stephen Hunt, Enéias Tavares planejou uma trama de suspense para seus personagens Louison e Cândido. A ideia de narrar sua história através de vozes literárias já existentes, e de domínio público, veio logo depois, somando com a possibilidade de colocar a trama em 1911, permitindo que os personagens se encontrassem, e permitisse uma recuperação séria de tais vozes literárias. Tal época trouxe como escolha mais adequada a ambientação Steampunk, visto também que o projeto abraçava como um todo o gênero popular das histórias de ficção científica, fantasia, e horror.
Apaixonado pelo passado e pela cidade de Porto Alegre, onde morou em 2008 e estudou sua história e origem, Enéias Tavares, assim que retornou ao romance em meados de 2013, resolveu transpor seu enredo de Belo Horizonte, ideia inicial, para Porto Alegre, por ter lá encontrado uma estética perfeita, e a liberdade para modificar sua geografia como bem quisesse.
Enéias Tavares defende muito a necessidade de crescimento da literatura fantástica, e principalmente a ideia de alteridade trabalhada por autores como Aluísio de Azevedo, Inglês de Souza, e Lima Barreto, cujos personagens incorporou em sua obra. Com uma maior diversidade, e um maior número de pontos de vistas e visões existenciais, abrem-se maiores possibilidades de conexão com o leitor ou a leitora, sem necessariamente recorrer a uma literatura panfletária.

### Publicação
Em 2014, A Lição de Anatomia do Temível Doutor Louison (Editora LeYa), primeiro livro da série, teve seu lançamento durante a Bienal do Livro de São Paulo, em 2014. Sua publicação foi o prêmio do concurso literário do selo Fantasy, da Editora Casa da Palavra/Leya, entre mais de 1,4 mil autores inscritos.
Em 2016, estreou o site oficial da série, com diversos conteúdos inéditos como um tarô exclusivo, mapas, fichas de personagens e outras atualizações.

## Outras mídias
Em 2017, começou a ser produzida a série live-action A Todo Vapor!, série criada por Tavares e Felipe Reis. Esta atualiza o universo de Brasiliana Steampunk apresentando outros personagens como Juca Pirama, Capitu, Aurélia Camargo e Leonardo Pataca, entre outros. 
Entre 2018 e 2019, enquanto a produção da série A Todo Vapor! avançava, os criadores produziram um jogo de cartas colecionáveis, uma webcomic escrita por Tavares, arte de Fred Rubim e capas de Vitor Berserk, publicada no site CosmoNerd e o primeiro romance, Juca Pirama Marcado para Morrer (Jambô Editora), este lançado na Bienal do Livro do Rio de Janeiro
Em setembro de 2020, A Todo Vapor! estreou na plataforma de streaming Amazon Prime Video. Em dezembro do mesmo ano, Parthenon Místico, um novo romance do universo de Brasiliana foi publicado pela editora DarkSide Books. Na esteira do lançamento, Enéias Tavares criou seu portal oficial, site no qual outros projetos que envolvem quadrinhos, educação e economia criativa são apresentados. 

## Recepção

### Críticas
Desde seu lançamento, a série tem recebido diversas críticas muito positivas. O primeiro volume foi muito elogiado em diversos pontos, pela estrutura da história, como dito por Tatiana Inda, de Leitora Viciada, “Misturando tecnologia, robótica, artefatos místicos, violência, amor, e vingança, Enéias Tavares renova a literatura fantástica, não somente por realizar encontros entre personagens conhecidos, mas também pela estrutura da trama ousada e narrativas e pontos de vista variados”.
O livro, em geral, foi recebido como uma das maiores obras brasileiras do gênero Steampunk, pouco conhecido no país.

### Premiações
A Lição de Anatomia do Temível Dr. Louison, primeiro livro de Brasiliana Steampunk, foi o vencedor do prêmio da Fantasy – Casa da Palavra, com quase 1,5 mil inscritos, para ser o novo lançamento do selo.